# 西平沢インターチェンジ
西平沢インターチェンジ（ソピョンテクインターチェンジ）は大韓民国京畿道平沢市にある西海岸高速道路のインターチェンジ。

## 歴史
- 1996年12月17日 - 開設[1]

## 隣
西海岸高速道路
(27-1) 浦升JCT - (27) 西平沢IC - (28) 西平沢JCT